# 藤ケ谷新田
藤ケ谷新田（ふじがやしんでん）は、千葉県柏市の大字。郵便番号277-0932。

## 地理
北は藤ケ谷、金山、北東は泉、東は金山、南は藤ケ谷、西は高柳、北西は風早、藤ケ谷に隣接している。

### 地価
住宅地の地価は、2014年（平成26年）1月1日の公示地価によれば、藤ケ谷新田字宮後118番9の地点で2万4300円/m2となっている。

## 世帯数と人口
2017年（平成29年）10月31日現在の世帯数と人口は以下の通りである。
| 大字       | 世帯数  | 人口  |
| ---------- | ------- | ----- |
| 藤ケ谷新田 | 164世帯 | 412人 |

## 小・中学校の学区
市立小・中学校に通う場合、学区は以下の通りとなる。
| 番地       | 小学校               | 中学校           |
| ---------- | -------------------- | ---------------- |
| 1～169番地 | 柏市立風早南部小学校 | 柏市立風早中学校 |

## 施設
- 柏市立風早南部小学校
- 藤ケ谷新田区民館
- JA東葛飾ふたば集荷場
- 熊野神社

## 交通

### 道路
- 国道
  - 国道16号